# در خوشی و سختی
در خوشی و سختی (لهستانی: Na dobre i na złe) یک مجموعهٔ تلویزیونی درام پزشکی لهستانی است که پخش آن از ۷ نوامبر ۱۹۹۹ شروع شده و تاکنون ادامه دارد. این سریال، طولانی‌ترین مجموعهٔ تلویزیونی زمان اصلی درام هفتگی در کشور لهستان و یکی از طولانی‌ترین درام‌های پزشکی تلویزیونی در جهان است. این سریال دربارهٔ زندگی پزشکان و بیماران در یک بیمارستان آموزشی در شهر خیالی «لشنا گورا» در نزدیکی ورشو است.

## بازیگران فعلی
- میخاو ژبروفسکی
- ماتئوش دامینتسکی
- ایلونا اوستروفسکا
- فیلیپ بوبک
- یوآنا یارمووویچ
- آدام بوبیک

## بازیگران پیشین
- اِوا شیکولسکا
- اِوا کوزیک-فلورچاک
- اِوا کُنستانتسیا بوئوخاک
- اِوا کانیا
- اِوا وِنتسل
- اِوا کوریئوا
- اِوا کوتینیا
- اِوا کولاشینسکا
- پیوتر نواک
- ماتئوش روشین
- یانوش اونوفروویچ
- اِوا کائیم
- توماش تیندیک
- ووجیمیش آدامسکی
- توماش بورکوفسکی
- داریا ترافانکوفسکا
- بئاتا کافکا
- روبرت کوشوتسکی
- کارول پوخچ
- کنراد ایمیلا
- بئاتا اُلگا کووالسکا
- ماگدالنا کوتا
- ماگدالنا روژاینسکا
- مارک بارگیه‌ئوفسکی
- رافائو شیشیتسکی
- یاتسک دوماینسکی
- آلدونا یانکوفسکا
- کشیشتف کوئوباشوک
- رادوسواف کائیم
- رادوسواف کشیژوفسکی
- یولیا خاتیس
- ساوا فاوکوفسکا
- سواوومیر پاتسک
- امیلیا کومارنیتسکا-کلینسترا
- ماگدالنا تورچنیه‌ویچ
- آندژی نیمیرسکی
- مارچین هیکنار
- ماتئوش موشیه‌ویچ
- یژی زیگمونت نواک
- سباستیان استانکیه‌ویچ
- پیوتر بوروفسکی
- کشیشتف چچوت
- آگنیشکا وُسینسکا
- آندژی دِسکور
- ویسواف کوماسا
- ماریا کِـلِـیدیش
- آرتور یانوشاک
- یولیتا کوژوشک-بورسوک
- والدمار بواشچیک
- میخاو وُدارچیک
- یان یانکوفسکی
- یوستینا اشنایدر
- مارتسل شِـتِن‌خِلم
- میخاو مِـیِر
- یانوش بوکوفسکی
- نوربرت راکوفسکی
- یاتسک کرول
- کاتاژینا گرابوفسکا
- آگنیشکا چکاینسکا
- گژگوش ماوِتسکی
- پیوتر چیرووس
- آرکادیوش نادر
- آنا ماتیشاک
- باربارا لائوکس
- یوستینا بویچوک
- مودست روچینسکی
- آندژی نِـیمان
- مونیکا بوخوویتس
- یاکوب پشبیندوفسکی
- پیوتر گرابوفسکی
- کاژیمیش مازور (پدر)
- کاژیمیش مازور (پسر)
- زوزانا لیت
- الکساندر بدناش
- آنیتا یانچا
- یاکوب کامینسکی
- ماریا سماتیوک
- هالینا بِدناش
- یوآنا بالاش
- وویچیخ مالایکات
- پیوتر بوندیرا
- ماگدالنا کاتسپشاک
- الکساندرا زاویه‌روشانکا
- پاوئو توخولسکی
- چسواف لاسوتا
- استانیسواف باناشوک
- کاتاژینا پیرشچونیک
- میکووای رُزنرسکی
- یان مونچکا
- کاتاژینا ز. میخالسکا
- توماش بواشاک
- آنا وویتون
- آرکادیوش یانیچک
- رومن گانتسارچیک
- هالینا اسکوچینسکا
- کشیشتف دراچ
- شیمون کوشمیدر
- گژگوش کووالچیک
- کریستینا رودکوفسکا-اوله‌ویچ
- پیوتر استراموفسکی
- تادئوش وویتیخ
- دوبرومیر دیمتسکی
- میروسواوا دوبرافسکا
- دانوتا بورسوک
- لیدیا سادووا
- روبرت وابیخ
- مارتا دامبروفسکا
- ماچئی میکووایچیک
- پیوتر شِـیکا
- آندژی ماستالش
- آندژی گائوا
- داریوش یاکوبوفسکی
- آدام زدرویکوفسکی
- ماچئی مالنچوک
- داریوش کوردِک
- ادوین پتریکات
- پیوتر شیفکیـِویچ
- تومیرا کُوالیک
- میکووای چیشلاک
- لئون خارِویچ
- یانوش خابیور
- هوبرت زدونیاک
- هنریک نیه‌بودک
- پائولینا هولتز
- رافائو مور
- هانا کوناروفسکا
- امیلیان کامینسکی
- ادیتا خِربوش
- آرتور جورمان
- کاتاژینا پاسکودا
- زوفیا پرچینسکا
- فیلیپ پوآویاک
- مارتا کلوبوویچ
- آنا اوبرتس
- کاژیمیش ویسوتا
- میخاو شفچیک
- ووکاش گارلیتسکی
- تادئوش رُس
- یولانتا ژوئوموفسکا
- هالینا روویتسکا
- داریوش بیسکوپسکی
- یان پیه‌خوچینسکی
- آندژی پیشچاتوفسکی
- میخاو برایتن‌والد
- وویچیخ ویسوتسکی
- یاتسک لنارتوویچ
- کریستین ویـِچورِک
- یاتسک بورکوفسکی
- یوآنا کوپینسکا
- ریشارد باچیارلی
- پشمیسواف کاچینسکی
- آدام بائومن
- روبرت چبوتار
- ماگدالنا امیلیانوویچ
- ماوگوژاتا اوستروفسکا-کرولیکوفسکا
- یاتسک کاوالتس
- تادئوش بروفسکی
- ماچئی مارچفسکی
- پاوئو کرولیکوفسکی
- ماریا گورالچیک
- یادویگا گرین
- وویچیخ چروینسکی
- گراژینا ژیلینسکا
- یوستینا دوتسکا
- بئاتا بوچک-ژارنتسکا
- ماریوش سانیترنیک
- یوآنا اوسیدا
- مارچین پرخوچ
- رناتا برگر
- آنا گورنوستای
- هلنا نوروویچ
- هانا میکوچ
- زبیگنیف لِـشِنی
- میخاو لِشِنی
- ویسواف وویچیک
- استانیسواف برودنی
- دوروتا ناروشویچ
- آرتور کرایفسکی
- دوروتا کامینسکا
- آندژی کونوپکا
- مارِک شودیم
- مارک بارباشیویچ
- مونیکا کفیاتکوفسکا
- وویچیخ سولاش
- ماریوش یاکوس
- ماریا چونلیس
- یاتسک کاوُتسکی
- سزاری ووکاشویچ
- کاتاژینا اسکارژانکا
- پاوئو کلشچ
- رافائو ماچکوویاک
- یژی کاماس
- هوبرت اوربانسکی
- بارتوش اُبوخوویچ
- کشیشتف کومور
- پاوئو بورچیک
- آنجلیکا پیخوویاک
- الکساندرا یوستا
- میخاو میلوویچ
- زجیسواف کوژنیار
- اُلگا ساویتسکا
- یان کوچینیاک
- کارولینا پُرکاری
- لِـشِک زدونی
- کریستینا شنکیه‌ویچ
- میه‌چیسواف مورانسکی
- پشمیسواف بلوشچ
- ماوگوژاتا لوینسکا
- رناتا پنکول
- یاتسک کناپ
- آندژی ماستالِـش
- یوانا اُپوزدا
- کارینا سورین
- ماچئی کوالفسکی
- کشیشتف یانچار
- یوآنا بندا
- ماریوش درنژک
- سرگیوش ژیمئوکا
- بوگدان کالوس
- اِوا گوژلاک-جیدوخ
- هالینا وابونارسکا
- کامیلا بار
- آندژی فدوروویچ
- یژی یانچک
- کاتاژینا گلینکا
- اُلگا بوریس
- بوگوسواف سوخناتسکی
- یوآنا بارتل
- آنا اسمووُویک
- آنا ایبرسر
- آنا چیِشلاک
- کاتاژینا بارگیه‌ووسکا
- کاتاژینا وارنکه
- لشک پیسکورش
- ایزابلا جیارسکا
- مونیکا کشیفکوفسکا
- مارچین ترونسکی
- داوید زاوادزکی
- ووجیمیژ ماتوشاک
- الکساندرا چِـیِک
- ماگدالنا گناتوفسکا
- گراژینا ماژتس
- یوانا یژفسکا
- کاتاژینا گاوُنزکا
- کشیشتف خامیتس
- الژبیتا کارکوشکا
- مارک لواندوفسکی
- ماریوش زانیفسکی
- آنتونی کرولیکوفسکی
- میخاو چرنتسکی
- سیلویا یوشچاک-کراوچیک
- لِـسواف ژورک
- مارتا کومیک
- گژگوش میشتال
- سیلویا ویسوتسکا
- اِوا تِـلِـگا
- اورشولا دمبسکا
- الژبیتا کیوفسکا
- ماگدالنا والیگورسکا-لیشیتسکا
- ناتالیا شیکورا
- کامیلا سالوروویچ
- ماگدالنا واژخا
- ماریا پِـشِـک
- یولیا ویشینسکا
- آنتا تودورچوک-پرخوچ
- آنتونینا خروشی
- یوآنا مورو
- یژی شیبال
- ماگدالنا اسمالارا
- مارک بوکوفسکی
- میکلای کراوچیک
- آنیا آنتونوویچ
- آنا شیمانچیک
- گژگوش وُنس
- دوروتا کولاک
- آگنیشکا سوخورا
- میلنا لیشتسکا
- ماریا مامونا
- کاتاژینا والتر
- کاتاژینا خشانوفسکا
- آنا گزیرا
- میخاو رولنیتسکی
- باربارا بریسکا
- آگنیشکا میخالسکا
- سیلوستر ماچیفسکی
- زوفیا مرل
- ایوونا رولویچ
- مایا بوخوشیه‌ویچ
- لائورا وونچ
- آندژی زابورسکی
- هانا بینیشوویچ
- دوروتا لاندوفسکا
- کاتاژینا وانیفسکا
- یرژی روگالسکی
- گراژینا بارشچفسکا
- ماریا گوادگوفسکا
- لئون نیمچیک
- ویولتا آرلاک
- آنتونی پاولیتسکی
- ماوگوژاتا نیمیرسکا
- ویولتا کوواکوفسکا
- پیوتر آدامچیک
- رادوسواف پازورا
- هانا دونوفسکا
- الژبیتا یودوئوفسکا
- آنا چیترو
- دوروتا سگدا
- الکساندرا وژنیاک
- کریستینا تکاچ
- توماش کُت
- مونیکا دریل
- کاتاژینا گالیتسا
- داریوش گناتوفسکی
- دوروتا خوتتسکا
- اوا واوژون
- آندژی ژیلینسکی
- آنا بوروویتس
- یژی سنوتا
- مایا اوشتاشفسکا
- مایا بارئوکوفسکا
- یوآنا شینکیویچ
- امیلیا کراکوفسکا
- سزاری مورافسکی
- آگنیشکا دیگانت
- ماوگوژاتا لیپمان
- یوآنا لیشوفسکا
- وویچیخ اسکیبینسکی
- دوروتا استالینسکا
- پائولینا گاوونسکا
- یولانتا فراشینسکا
- پیوتر گارلیتسکی
- زوفیا زبوروفسکا
- آرتور ژمیفسکی
- ادیتا یونگوفسکا
- آدام فیدوشیویچ
- آدام تسیفکا
- ماگدالنا نیچ
- ماگدالنا شیبال
- کاتاژینا گنیفکوفسکا
- کاتاژینا هرمان
- ماوگوژاتا فورمنیاک
- ماوگوژاتا بوچکوفسکا
- یولیا کامینسکا
- بوژنا آدامک
- کاتاژینا زاوادسکا
- کاتاژینا بویاکویچ
- آنیتا سوکووفسکا
- دوروتا دلونگ
- دانیل اولبریخسکی
- کاتاژینا دامبروفسکا
- ادیتا اولشوفکا
- بئاتا راکوفسکا
- اوا زوئوتوفسکا
- اُلگا ساژینسکا
- کارولینا گورچیتسا
- پائولینا خروشچل
- ایزابلا کونا
- لائورا برژکا
- یوآنا کوروفسکا
- آنا یانوخا
- آنا چارتوریسکا-نیمچیتسکا
- مارتا ژمودا تژبیاتوفسکا
- دومینیکا خوروشینسکا
- کارولینا نولبژاک
- الکساندرا نیشپیلاک
- دومینیکا واکومسکا
- اولگا کالیتسکا
- یوآنا پوکویسکا
- روموآلد کوئوس
- الکساندرا کیسیو
- آرکادیوش یاکوبیک
- دومنیکا اوستاووفسکا
- کاتاژینا سافچوک
- ایرنئوش چوپ
- رافائو کرولیکوفسکی
- پشمیسواف سادوفسکی
- لخ ماتسکیه‌ویچ
- کاتاژینا ژاک
- وویچیخ پوکرا
- ماتیلدا دامینتسکا
- کلاودیا هالیچو
- آنا کارچمارچیک
- زبیگنیف استرئی
- مونیکا مروزوفسکا
- آدا فی‌یاو
- کارولینا کومینک
- برنادتا ماخائو-کژمینسکا
- رافائو زاویروخا
- اوروشولا گرابوفسکا
- مارچین روگاتسویچ
- ناتالیا لش
- پاتریتسیا دورسکا
- پاوئو دوماگاوا
- سزاری ژاک
- رومن بوگای
- آگنیشکا شینکیه‌ویچ
- آگنیشگا ویلگوش
- پیوتر پولک
- الکساندر میکووایچاک
- ماچئی یاخوفسکی
- کشیشتوف کفیاتکوفسکی
- آنا ساموشونک
- مارتا خودوروفسکا
- میخالینا سوسنا
- یوآنا اورلئانسکا
- ماگدالنا گورسکا
- آنا ماریا بوچک
- آنا گریتسویچ
- ناتالیا ریبیتسکا
- گابریلا اوبربک
- اِلنا لشچینسکا
- آگنیشکا یودیتسکا
- کاتاژینا کووِچک
- بئاتا شچیباکوفنا
- مونیکا پیکووا
- بئاتا خروشچینسکا
- آگنیشکا کاویورسکا
- آگنیشکا پیلاشفسکا
- لوتسینا مالِـتس
- دومینیکا بدنارچیک
- کینگا ایلگنر
- تادئوش خودتسکی
- ماوگوژاتا پوتوتسکا
- سواوومیرا وژینسکا
- یوستینا واشیلفسکا
- هنریک گوونبیفسکی
- الکساندرا پولووفسکا
- ماگدالنا کومورک
- ماریتا ژوکوفسکا
- هلنا سویتسکا
- پیوتر گوئوواتسکی
- پیوتر رنکاویک
- برونیسواف وروتسوافسکی
- یان ویچورکوفسکی
- پیوتر یاکوفسکی
- یاکوب ویچورک
- توماش ساپریک
- کامیل کولا
- آگنیشکا ویندووخا
- یاکوب مازورک
- پاوئو توماشفسکی
- سواوُمیر
- ماوگوژاتا پیچینسکا
- میخاو پیلا
- سواوومیر اوژخوفسکی
- بارتوئومیئی فیرلت
- پیوتر کوزووفسکی
- رافائو چیه‌شینسکی
- پیوتر میازگا
- یندژی تارانک
- کاتاژینا اسکژینتسکا
- الژبیتا یاروشیک
- آنا یاروشیک
- آلدونا اورمان
- زوزانا گرابوفسکا
- زبیگنیف والریش
- زجیسواف واردین
- توماش ژینتک
- ویتولد دنبیتسکی
- ادوارد لینده-لوباشنکو
- آنا رادوان
- مارتا نیرداکیویچ
- سباستیان کنراد
- میخاو ژورافسکی
- میروسواف هانیشفسکی
- ماگدالنا چروینسکا
- مارتا شچیسوویچ
- ایزابلا دونبروفسکا
- یولیا وینیاوا
- ویکتوریا گونشیفسکا
- اِوا اسکیبینسکا
- دومینیکا کلوژنیاک
- کاتاژینا کویاتکوفسکا
- باربارا ویپیخ
- دومینیکا کاخلیک
- اُلگا بونچیک
- ماریا پاکولنیس
- هنریک تالار
- وویچیخ آلابورسکی
- بئاتا فیدو
- ایوونا بیلسکا
- یان پنچک
- آنا میلفسکا
- گراژینا استراخوتا
- میئوگوست رچک
- شیمون بوبروفسکی
- کشیشتف پیه‌چینسکی
- مارچین چارنیک
- یرژی ماتاووفسکی
- ماچئی زاکوشچیلنی
- بارتوش اوپانیا
- یاتسک روزنک
- آگنیشکا شیتک
- توماش مندژاک
- پیوتر شفدس
- کارولینا پیخوتا
- بوژنا استاخورا
- دانوتا کووالسکا
- پیوتر ماخالیتسا
- سیلویا گلیوا
- ماگدالنا اوگورک
- مارچین کوودینسکی
- آندژی آندژیفسکی
- آلیتسیا ویه‌نیاوا